# Маргрет Ніколова
Маргрет Ніколова (болг. Маргрет Николова; нар.. 10 жовтня 1928 року, Софія, Третє Болгарське царство) — болгарська співачка, яка виконувала пісні в жанрі поп-музики.

## Життєпис
Маргрет Ніколова закінчила Національне музичне училище в Софії в 1951 році. Отримала освіту у галузі співу і гри на фортепіано. У 1945-1948 роках Ніколова була солісткою художнього колективу «Лиляна Димитрова» при Робітничому молодіжному союзі (РМС). У 1948-1960 роки працювала в ансамблі при міністерстві внутрішніх справ (МВС). У 1960 році ансамбль перейшов на Болгарське національне радіо. У 1963-1977 роки Ніколова була солісткою естради в театрі Болгарської армії.
Маргрет Ніколова — визнана першою поп-співачкою Болгарії. Крім того, вона отримала суспільне та державне визнання — орден «Червоний Прапор Праці» та орден «Святі Рівноапостольні Кирило і Мефодій» II ступеня (1961). Ніколова є однією з найвідоміших співачок, які формують образ болгарської популярної музики. Вона дала 7,5 тис. концертів протягом більш ніж 50 років. Була на гастролях в СРСР, Польщі, Ірані, Фінляндії, Угорщині, Югославії, Чехословаччині, Німеччині, Кубі, Алжирі, Великій Британії, Австрії.
У 1964 році Маргрет Ніколова виступала на фестивалі у Сопоті, де отримала третє місце. Перше місце — на Фестивалях дружби в Братиславі, Варшаві, Москві.
У 1969 році дует Маргрет Ніколової та Петра Петрова «Любили сме, любили» був оголошений «Мелодією року».
У тому ж році дует співачки з Кирилом Семовим «Сън сънувах» виграв головний приз на фестивалі «Золотий Орфей».
Крім поп-музики, Ніколова виконувала балади та російські романси. В репертуарі були також дуети з Георгі Кордовим, Петром Чернєвим, Миколою Любеновим. Маргрет Ніколова була членом журі на фестивалі в «Златен кестен» в Петричі, головою журі на фестивалі «Під липите» в Стара Загорі.
До 70-річчя співачки в жовтні 1998 року на подіумі «Златен кестен» минуло кілька ювілейних концертів.
Ніколова співпрацювала з багатьма композиторами: Зорніцей Поповой, Тончо Русєваим, Йосифом Цанковим, Светозаром Русиновим, Ангелом Заберським, Петром Ступелем та іншими.
Чоловік співачки Петро Ніколов є письменником.
У 2000 році 72-річна співачка Маргрет Ніколова припинила свою професійно-творчу діяльність.
До цього дня співачка востаннє з'являлася як гостя на концерті у віці 81 року в 2009 році, де представила одну з своїх символічних пісень.

## Дискографія
| Изпълнения на Маргрет Ніколова — 5564 (1962)                                 |
| ---------------------------------------------------------------------------- |
| 1. Историята на една любов 2. Мій любими, лека нощ 3. Черният Орфей 4. Писмо |

| Защо тъгуваш / Не бързай — 2694 (1963) |
| -------------------------------------- |
| 1. Защо тъгуваш 2. Не бързай           |

| Пее Маргрета Николова — 5684 (1963)                                                                         |
| --- |
| 1. Оня вятър від първата среща 2. Лалета 3. Прозорец на північ, на південь прозорец 4. Малка горська пісень |

| Пее Маргрета Николова — 5649 (1964)                         |
| ----------------------------------------------------------- |
| 1. Птаха мої 2. Търси мо 3. Ти, любов 4. Пісень за Арлекіно |

| Маргрета Николова пее песни от Йосиф Цанков — 5712 (1966)                                     |
| --------------------------------------------------------------------------------------------- |
| 1. Старите пісні 2. Сребърната гривня 3. Облаци бездомни 4. Під жълтите листа на старата липа |

| Изпълнения на Маргрета Ніколова — 5741 (1966)                          |
| ---------------------------------------------------------------------- |
| 1. Ноктюрно в синьо 2. Море на обичта 3. Ранок 4. Під небето над Софія |

| Маргрета Николова — ВТМ 5944 (1968)                                 |
| ------------------------------------------------------------------- |
| 1. Аз не позовами та ті срещам 2. Тиша 3. Позовами любов 4. Серпень |

| Пее Маргрета Николова — ВТМ 5961 (1968)                             |
| ------------------------------------------------------------------- |
| 1. Не питай къде 2. Їла на този бряг 3. Моє тъжно завръщане 4. Мрія |

| Мелодии друзей (1970) (з Георги Кордовим)                                                                                  |
| --- |
| 1. Альоша 2. Затока ранку (Сутрешен затока; тільки Георгі Корду) 3. Плечем к плечу (Рамо до рамо; тільки Маргрет Ніколова) |

| Маргрета Ніколова — ВТА 1459 (1972) |
| --- |
| 1. Борикито 2. Не оставяй без обич 3. Когато дойде любовта 4. Другата 5. Моето сбогом 6. Моє вогнище 7. Измислен свят 8. Прощавай 9. Юлска вечір 10. Цигански табір 11. Ще се върна при спомена 12. Ех, ти сърце |

| Маргрет Ніколова — ТТК 3301 (1978) |
| ---------------------------------- |
| 1. Питам ті 2. Приспивна пісень    |

| Маргрет Ніколова — ВТА 10707 (1981) |
| --- |
| 1. Целуни мо 2. Дві пътеки 3. Краса 4. Остават спомени 5. Пълнолуние 6. На Шипка 7. Спомен за Йожи 8. Извори на верността 9. Заліз слід ізгрев 10. Дъждовен перон 11. Вічний над Софія 12. Есенни листа |

| Старинни руски романси — Гори, Гори, моя звезда — ВТА 11288 (1983) (з Ніколаєм Любеновим) |
| --- |
| 1. Не сердься, не ревнуй 2. Накинувши плащ 3. Мовчи циган 4. Стара казка 5. Пара чорних очей 6. Дай, друже, на щастя руку 7. Хвіртка 8. Бубонці 9. Гори, Гори, моя зірка 10. Знову буде як було 11. Подруга семиструнна |

| Стари градски песни (1992) (з Ніколаєм Любеновым) |
| --- |
| 1. Струнка се Калина вії 2. Я, кажи мі, облаче ле, бялої 3. Ако зажалиш някой ден 4. Два бука 5. Белокаменна чешма 6. Пий мі пісень за душата 7. Еделвайс 8. Аз живея за любов 9. Спи, моя малка сіньоріта 10. Заспали почуття 11. Анастасія 12. Пристрасно обичам женіть 13. Красивий роман е любовта 14. Аз позовами та ті забравя 15. Сънувах ті до мене 16. Кажи мі ти, знаєш чи так любиш 17. Вярваш чи ти на жені? 18. З пісень ті срещнах |

| Разказват стари времена (1993) (з Петром Петровим) |
| --- |
| 1. Ако зажалиш някой ден 2. Нощта заспива (тільки Георгі Русев) 3. Мила мамо, напиши мі (з Петром Петровим) 4. Люляк мо облъхва (з Петром Петровим) 5. Горчиво кафе (тільки Георгі Русев) 6. Нощта ні бе заварила в гората 7. Разказват старі часи (тільки Георгі Русев) 8. Пісень за рибаря (з Петром Петровим) 9. Синя утринна омара 10. Теб ті майка ти не дава (тільки Петро Петров) 11. Ти помниш чи онази късна есен 12. Тихо полъхва вечірник прохолодний (з Петром Петровим) |

| Спомени далечни (1997) (з Ніколаєм Любеновим) |
| --- |
| 1. Струнка се Калина вії 2. Я, кажи мі, облаче ле, бялої 3. Ако зажалиш някой ден 4. Два бука 5. Белокаменна чешма 6. Пий мі пісень за душата 7. Еделвайс 8. Продадена любов 9. Спи, моя малка сіньоріта 10. Заспали почуття 11. Анастасія 12. Пристрасно обичам женіть 13. Красивий роман е любовта 14. Аз позовами та ті забравя 15. Сънувах ті до мене 16. Кажи мі ти, знаєш чи так любиш 17. Вярваш чи ти на жені? 18. З пісень ті срещнах |

| Очи чёрные — Златните руски романси (2009) (з Ніколаєм Любеновим) |
| --- |
| 1. Не сердься, не ревнуй 2. Очі чорні 3. Накинувши плащ 4. Ех, распашел 5. Мовчи циган 6. Дві гітари 7. Стара казка 8. Забуті ніжні лобзанья 9. Пара чорних очей 10. Я пам'ятаю вальсу звук чарівний 11. Хвіртка 12. Живе моя відрада 13. Бубонці 14. Дорогой длинною 15. Гори, Гори, моя зірка 16. Клен ти мій опалий 17. Дай, друже, на щастя руку 18. Помчала року 19. Подруга семиструнна 20. Ямщик, не жени коней 21. Знову буде як було 22. Гей, ямщик, жени до яру 23. Ллється пісня 24. Прощай, мій табір |

## Нагороди
- 1961: Орден «Червоний Прапор Праці» та Орден «Святі Рівноапостольні Кирило і Мефодій» II ступеня.
- 1964: премія за 3-тє місце на міжнародному фестивалі в Сопоті (Польща).
- 1968: премія за 1-ше місце на фестивалі дружби в Москві.
- 1969: головний приз за пісню «Сън сънувах» на фестивалі «Золотий Орфей» у місті Сонячний берег (Болгарія)[2].
- 1969: пісня «Любили сме, любили» — «Мелодія року».